# Lit de justice
Lit de justice var namnet på det säte där kungen tog plats i parlamentet i Paris. Senare blev det benämningen på en högtidlig parlamentssession i kungens närvaro.
En Lit de justice hölls i senare tid av de franska kungarna egentligen endast när de ville tvinga parlamentet att inregistrera ett misshagligt beslut. Den rätt att göra invändningar, som för övrigt i någon växlande omfattning under olika tider tillkom parlamentet, ansågs nämligen inte lämplig att göra bruk av, då kungen personligen närvarade, utan de överlämnade besluten brukade endast utan motsägelse registreras.